# آشا (مغنية كورية)
آشا (بالكورية: 아샤)‏بالكورية:  아샤
) (اسمها الحقيقي: هيو يوريم، بالهانغل: 허유림) ولدت في 24 يوليو 2000 هي مغنية راب كورية وراقصة ومغنية وعارضة عضوة في فرقة الفتيات الكورية الجنوبية إيفرقلو.

## أول ظهور
ظهرت ""ٱشا"" لأول مرة مع فرقتها في 18 مارس 2019، مع البوم بعنوان وصول إيفرجلو (بالإنجليزية: Arrival of Everglow)
اسمها المسرحي عائشة مستوحى من كلمة آسيا ، مما يعني أنها ستكون معبودة ستهز آسيا.